# Alistair MacGregor
Pour les articles homonymes, voir MacGregor.
Alistair Bruce MacGregor (né en 1978 ou 1979 à Victoria en Colombie-Britannique) est un homme politique canadien. Membre du Nouveau Parti démocratique, il est élu dans la circonscription de Cowichan—Malahat—Langford durant les élections fédérales de 2015. Cette circonscription est alors nouvellement créée. La version précédente du district, Nanaimo—Cowichan, était auparavant représentée par le néo-démocrate Jean Crowder. MacGregor était assistant politique avant son élection.